# Can Caselles (les Llosses)
Can Caselles és una obra de les Llosses (Ripollès) inclosa a l'Inventari del Patrimoni Arquitectònic de Catalunya.

## Descripció
Casa de planta quadrada amb teula de dues vessants i consta planta baixa, dos pisos i golfes. A la construcció originària s'hi han adossat dos cossos més a la part de ponent, un cobert amb teulada de dues vessants (nord-sud), i un altre cobert, adossat al primer amb teulada cap a ponent. La planta baixa està integrada per estables i magatzems, mentre que els pisos superiors són destinats a l'habitatge. La façana principal és la sud i és procedida d'una espaiosa era amb cairons. Tanca l'era per la part sud un graner de dimensions considerables.

## Història
La construcció original data del segle xviii però ha estat objecte d'importants reformes al llarg de la seva existència. És digne de menció la restauració duta a terme els darrers anys conscients en el canvi de la teulada i remodelatge de les façanes. Per bé que actualment no està habitada, al seu aspecte és bo. La casa està en oferta de lloguer com a explotació ramadera.